# Норт-Брансвік (Нью-Джерсі)
Норт-Брансвік (англ. North Brunswick) — селище (англ. village) в США, в окрузі Міддлсекс штату Нью-Джерсі. Населення — 43 905 осіб (2020).

## Демографія
Згідно з переписом 2010 року, у селищі мешкали 40 742 особи в 14 551 домогосподарстві у складі 10 400 родин. Було 15045 помешкань
Расовий склад населення:
| - 46,6 % — білих - 24,3 % — азіатів - 17,5 % — чорних або афроамериканців - 0,4 % — корінних американців - 8,2 % — осіб інших рас |

До двох чи більше рас належало 3,0 %. Частка іспаномовних становила 17,7 % від усіх жителів.
За віковим діапазоном населення розподілялося таким чином: 23,4 % — особи молодші 18 років, 67,3 % — особи у віці 18—64 років, 9,3 % — особи у віці 65 років та старші. Медіана віку мешканця становила 35,5 року. На 100 осіб жіночої статі у селищі припадало 97,6 чоловіків;  на 100 жінок у віці від 18 років та старших — 95,2 чоловіків також старших 18 років.
Середній дохід на одне домашнє господарство  становив 94 646 доларів США (медіана — 80 358), а середній дохід на одну сім'ю — 109 098 доларів (медіана — 92 867). Медіана доходів становила 61 043 долари для чоловіків та 53 162 долари для жінок. За межею бідності перебувало 7,2 % осіб, у тому числі 8,7 % дітей у віці до 18 років та 10,9 % осіб у віці 65 років та старших.
Цивільне працевлаштоване населення становило 21 980 осіб. Основні галузі зайнятості: освіта, охорона здоров'я та соціальна допомога — 21,3 %, науковці, спеціалісти, менеджери — 16,1 %, роздрібна торгівля — 11,1 %, виробництво — 10,9 %.